# Psoralea arborea
Psoralea arborea är en ärtväxtart som beskrevs av John Sims. Psoralea arborea ingår i släktet Psoralea och familjen ärtväxter. IUCN kategoriserar arten globalt som otillräckligt studerad. Inga underarter finns listade i Catalogue of Life.